# Перство Англії
Перство Англії включає всі перства, створені в Королівстві Англія до Акту унії в 1707 році. Того року перства Англії та Шотландії були замінені одним перством Великої Британії. Всього у Сполученому Королівстві п'ять перств.
Англійські пери отримали свої перші місця в Палаті лордів відповідно до Закону про перство 1963 року, від дати якого до ухвалення Закону про Палату лордів 1999 року всі пери Англії могли засідати в Палаті лордів.
Ранги англійського перства в порядку убування: герцог, маркіз, граф, віконт і барон. У той час як більшість новітніх англійських перів походять лише по чоловічій лінії, багато старших (особливо старше баронство) можуть походити по жіночій лінії. Такі перства дотримуються старого англійського права успадкування часток, тому всі дочки (або онуки через один і той самий корінь) виступають як співспадкоємці, тому деякі такі титули перебувають у такому стані очікування між ними.
Баронети, будучи власниками спадкових титулів, як такі не є перами і не мають права балотуватися на виборах до Палати лордів. Кавалери, дами та кавалери інших неспадкових орденів, нагород і медалей також не є рівними.
У наведених нижче таблицях показано лише поточні статуси колег. Списки кожного перства, створеного в певному ранзі, включно з вимерлими, сплячими та неактивними перами, див.
- Список герцогств у перствах Британії та Ірландії
- Список маркізівств у перствах Британії та Ірландії
- Список графств у перствах Британії та Ірландії
- Список віконтств у перствах Британії та Ірландії
- Список баронств у перствах Британії та Ірландії

Кожен колег вказано лише за найвищим титулом англійською мовою. Пери, відомі за вищим титулом в одному з інших рангів перства, показані синім кольором, а пери з більш ніж одним титулом одного рангу в перстві Англії показані помаранчевим кольором.

## Герцоги в рангу перства Англії
Допоміжний титул
| Титул                  | Заснування | Інше герцогство або вищі титули                                                                           |
| ---------------------- | ---------- | --- |
| Герцог Корнуольський   | 1337       | Зазвичай принц Вельзький як спадкоємець британського престолу; Герцог Розесейський в ранзі пера Шотландії |
| Герцог Норфолкський    | 1483       | |
| Герцог Сомерсет        | 1547 рік   | |
| Герцог Річмондський    | 1675 рік   | Герцог Гордон у званні перства Сполученого Королівства;Герцог Леннокс у званні пера Шотландії             |
| Герцог Графтон         | 1675 рік   | |
| Герцог Бофорт          | 1682 рік   | |
| Герцог Сент-Олбанський | 1684 рік   | |
| Герцог Бедфорд         | 1694 рік   | |
| Герцог Девонширський   | 1694 рік   | |
| Герцог Мальборо        | 1702 рік   | |
| Герцог Ратлендський    | 1703 рік   | |

## Маркізи в ранзі англійського перства
| Титул            | Заснування | Інші маркезські або вищі титули |
| ---------------- | ---------- | ------------------------------- |
| Маркіз Вінчестер | 1551       |                                 |

## Графи в перстві Англії
- Допоміжний титул
- Має більше ніж один титул перства Англії

| Титул               | Заснування | Інші титули графства або вищі                                                 |
| ------------------- | ---------- | ----------------------------------------------------------------------------- |
| Граф Шрусбері       | 1442       | Ерл Телбот у як пер Великої Британії; Граф Вотерфорд в ранзі перства Ірландії |
| Граф Дербі          | 1485 рік   |                                                                               |
| Граф Хантінгдон     | 1529       |                                                                               |
| Граф Пембрук        | 1551 рік   | Граф Монтгомері в ранзі перства Англії                                        |
| Граф Девон          | 1553 рік   |                                                                               |
| Граф Лінкольн       | 1572 рік   |                                                                               |
| Граф Саффолк        | 1603 рік   | Граф Беркширський у ранзі перстві Англії                                      |
| Граф Ексетер        | 1605 рік   | Маркіз Ексетерський у званні перства Сполученого Королівства                  |
| Граф Солсбері       | 1605 рік   | Маркіз Солсбері в ранзі перства Великої Британії                              |
| Граф Монтгомері     | 1605 рік   | Проводився з графом Пембрук в ранзі перства Англії                            |
| Граф Нортгемптон    | 1618 рік   | Маркіз Нортгемптонський у званні перства Сполученого Королівства              |
| Граф Денбі          | 1622?      | Граф Десмонд в ранзі перства Ірландії                                         |
| Граф Вестморленд    | 1624 рік   |                                                                               |
| Граф Манчестерський | 1626 рік   | Герцог Манчестерський в ранзі перства Великої Британії                        |
| Граф Беркширський   | 1626 рік   | Проводився з графом Саффолком у ранзі перства Англії                          |
| Граф Ліндсі         | 1626 рік   | Граф Абінгдон у перстві Англії                                                |
| Граф Вінчілсі       | 1628 рік   | Граф Ноттінгем у перстві Англії                                               |
| Граф Сендвіч        | 1660 рік   |                                                                               |
| Граф Ессекс         | 1661 рік   |                                                                               |
| Граф Карлайл        | 1661 рік   |                                                                               |
| Граф Донкастерський | 1663 рік   | Герцог Бакклеух і Квінсберрі в ранзі пера Шотландії                           |
| Граф Шефтсбері      | 1672 рік   |                                                                               |
| Граф Ноттінгем      | 1681 рік   | Проводився з графом Вінчілсі в ранзі перства Англії                           |
| Граф Абінгдон       | 1682 рік   | Проводився з графом Ліндсі в ранзі перства Англії                             |
| Граф Портлендський  | 1689 рік   |                                                                               |
| Граф Скарбро        | 1690 рік   |                                                                               |
| Граф Альбемарль     | 1697 рік   |                                                                               |
| Граф Ковентрі       | 1697 рік   |                                                                               |
| Граф Джерсі         | 1697?      |                                                                               |
| Граф Чолмонделей    | 1706 рік   | Маркіз Чолмонделей в ранзі перства Сполученого Королівства                    |

## Віконти в перстві Англії
- Допоміжний титул

| Титул           | Заснування | Інші титули віконтства або вищі                   |
| --------------- | ---------- | ------------------------------------------------- |
| Віконт Херефорд | 1550       |                                                   |
| Віконт Тауншенд | 1682 рік   | Маркіз Тауншенд у званні перства Великої Британії |
| Віконт Веймут   | 1682 рік   | Маркіз Батський в ранзі перства Великої Британії  |

## Барони та баронеси в перстві Англії
- Допоміжний титул
- Володіє більш ніж одним баронством Англійського перства
- Допоміжний титул і має більше ніж одне баронство Англійського перства

| Титул                      | Заснування | Інші титули баронства або вищі |
| -------------------------- | ---------- | --- |
| Барон де Рос               | 1264       | |
| Барон Ле Деспенсер         | 1264       | Віконт Фалмут у званні перства Великої Британії                                                                                      |
| Барон Моубрей              | 1283       | Барон Сегрейв і барон Стоуртон в ранзі перства Англії                                                                                |
| Барон Гастінгс             | 1295       | |
| Барон ФітцВолтер           | 1295       | |
| Барон Сегрейв              | 1295       | Барон Моубрей і барон Стоуртон у перстві Англії                                                                                      |
| Барон Клінтон              | 1299       | |
| Барон Де Ла Варр           | 1299       | Граф Де Ла Варр у ранзі перства Великої Британії                                                                                     |
| Барон де Кліффорд          | 1299       | |
| Барон Стрендж              | 1299       | Віконт Сент-Девідс у званні перства Сполученого Королівства Проводився з бароном Хангерфордом і бароном де Молейном у перстві Англії |
| Барон Зуш                  | 1308       | |
| Барон Віллоубі де Ересбі   | 1313       | |
| Барон Страболджі           | 1318       | |
| Барон Дакре                | 1321       | |
| Барон Дарсі де Кнайт       | 1332       | |
| Барон Кромвель             | 1375       | |
| Барон Камойс               | 1383       | |
| Барон Грей з Коднора       | 1397       | |
| Барон Берклі               | 1421       | Лорд Ґетербок на пожиттєве звання перства Сполученого Королівства                                                                    |
| Барон Хангерфорд           | 1426       | Віконт Сент-Девідс у званні перства Сполученого Королівства Проводився з бароном Стренджем і бароном де Молейном у перстві Англії    |
| Барон Латимер              | 1432       | |
| Барон Дадлі                | 1440       | |
| Барон де Молен             | 1445       | Віконт Сент-Девідс у званні перства Сполученого КоролівстваПроводився з бароном Стренджем і бароном Хангерфордом у перстві Англії    |
| Барон Сей і Селе           | 1447       | |
| Барон Стуртон              | 1448       | Барон Моубрей і барон Сегрейв у перстві Англії                                                                                       |
| Барон Бернерс              | 1455       | |
| Барон Герберт              | 1461       | |
| Барон Віллоубі де Брок     | 1491       | |
| Барон Во з Гарроуден       | 1523       | |
| Барон Брей                 | 1529       | |
| Барон Віндзор              | 1529       | Граф Плімут у званні перства Сполученого Королівства                                                                                 |
| Барон Берг                 | 1529       | |
| Барон Вартон               | 1544       | |
| Барон Говард Еффінгемський | 1554       | Граф Еффінгем у перстві Сполученого Королівства                                                                                      |
| Барон Сент-Джон з Блецо    | 1559       | |
| Барон Говард де Волден     | 1597       | |
| Барон Петре                | 1603       | |
| Барон Кліфтон              | 1608       | Граф Дарнлі в ранзі перства Ірландії                                                                                                 |
| Барон Дормер               | 1615       | |
| Барон Тейнхем              | 1616       | |
| Барон Брук                 | 1621       | Граф Брук і граф Ворік в ранзі перства Великої Британії                                                                              |
| Барон Крейвен              | 1626       | Граф Крейвен в ранзі перства Великої Британії                                                                                        |
| Барон Стрендж              | 1628       | |
| Барон Стаффорд             | 1640       | |
| Барон Байрон               | 1643       | |
| Барон Ворд                 | 1644       | Граф Дадлі в ранзі перства Сполученого Королівства                                                                                   |
| Барон Лукас                | 1663       | |
| Барон Арлінгтон            | 1665       | |
| Барон Кліффорд Чадлі       | 1672       | |
| Барон Гілфорд              | 1683       | Граф Гілфорд у перстві Великої Британії                                                                                              |
| Барон Волдегрейв           | 1683       | Граф Волдегрейв у ранзі перства Великої Британії                                                                                     |
| Барон Барнард              | 1698       | |
| Барон Гернсі               | 1703       | Граф Ейлсфорд у перстві Великої Британії                                                                                             |
| Барон Ґовер                | 1703       | Герцог Сазерленд у званні перства Сполученого Королівства                                                                            |
| Барон Конвей               | 1703       | Маркіз Гертфордський в ранзі перства Великої Британії                                                                                |
| Барон Герві                | 1703       | Маркіз Брістольський у званні перства Сполученого Королівства                                                                        |